# Zuydcoote
Zuydcoote (Zuudkoote en flamand occidental) est une commune française située dans le département du Nord, en région Hauts-de-France.

## Géographie

### Situation
La plage de Zuydcoote et la mer du Nord se situent au nord du village. La commune est bordée par la dune Dewulf à l'ouest et la dune Marchand à l'est. On retrouve le canal de Furnes à la limite sud du village.

### Communes limitrophes
Zuycoote est limitrophe des communes suivantes :

### Hydrographie

#### Réseau hydrographique
La commune est située dans le bassin Artois-Picardie. Elle est drainée par le canal Nieuport-Dunkerque, le fossé de séparation et l'Ouden Haven,,.
Le canal Nieuport-Dunkerque est un canal, chenal et un cours d'eau naturel qui relie Furnes, en Belgique, à Dunkerque.

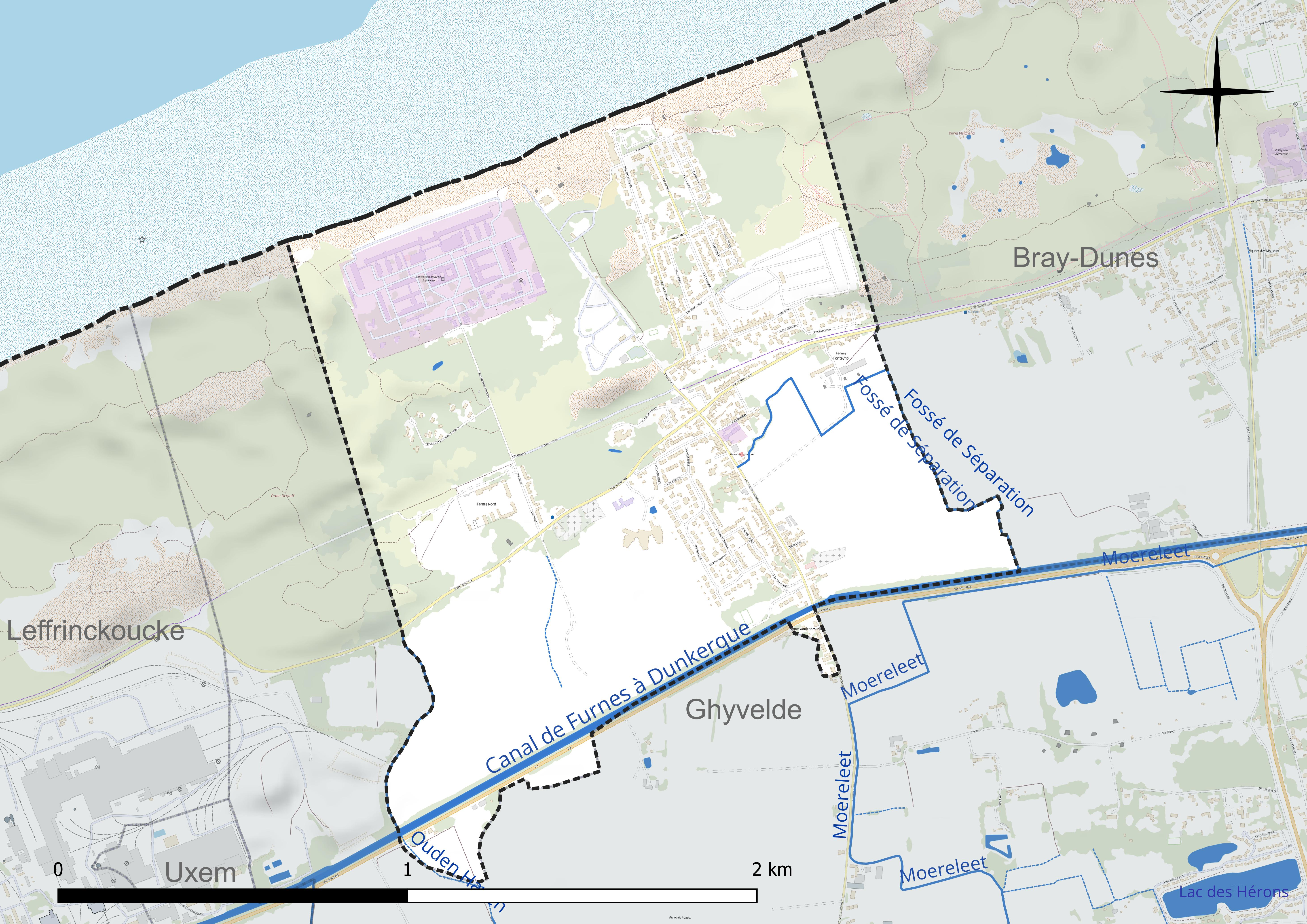
Réseau hydrographique de Zuydcoote.

#### Gestion et qualité des eaux
Le territoire communal est couvert par le schéma d'aménagement et de gestion des eaux (SAGE) « Delta de l'Aa ». Ce document de planification concerne un territoire de 1 208 km2 de superficie, délimité par le bassin versant de l'Aa. Le périmètre a été arrêté le 18 août 2000 et le SAGE proprement dit a été approuvé le 15 mars 2010. La structure porteuse de l'élaboration et de la mise en œuvre est l'Institution intercommunale des Wateringues.
La qualité des cours d'eau peut être consultée sur un site dédié géré par les agences de l'eau et l'Agence française pour la biodiversité.

### Climat
Pour des articles plus généraux, voir Climat des Hauts-de-France et Climat du Nord.
En 2010, le climat de la commune est de type climat océanique altéré, selon une étude du CNRS s'appuyant sur une série de données couvrant la période 1971-2000. En 2020, Météo-France publie une typologie des climats de la France métropolitaine dans laquelle la commune est exposée à un climat océanique et est dans la région climatique  Côtes de la Manche orientale, caractérisée par un faible ensoleillement (1 550 h/an) ; forte humidité de l'air (plus de 20 h/jour avec humidité relative > 80 % en hiver), vents forts fréquents.
Pour la période 1971-2000, la température annuelle moyenne est de 10,7 °C, avec une amplitude thermique annuelle de 13,6 °C. Le cumul annuel moyen de précipitations est de 704 mm, avec 12 jours de précipitations en janvier et 7,9 jours en juillet. Pour la période 1991-2020, la température moyenne annuelle observée sur la station météorologique la plus proche, située sur la commune de Dunkerque à 8 km à vol d'oiseau, est de 11,7 °C et le cumul annuel moyen de précipitations est de 690,8 mm,. Pour l'avenir, les paramètres climatiques de la commune estimés pour 2050 selon différents scénarios d'émission de gaz à effet de serre sont consultables sur un site dédié publié par Météo-France en novembre 2022.

### Paysages
Pour un article plus général, voir Paysage en France.
La commune s'inscrit dans les « paysages des dunes de la mer du Nord » tels qu’ils sont définis dans l’atlas de paysages de la région Nord-Pas-de-Calais, conçu par la direction régionale de l'Environnement, de l'Aménagement et du Logement (DREAL),.
Ces paysages concernent 23 communes du Nord et du Pas-de-Calais avec trois pôles d’attraction que sont Calais à l'ouest et Dunkerque à l’est et, dans une moindre mesure, Gravelines au centre où se trouve le delta du fleuve côtier l’Aa. On y distingue trois parallèles : la frange côtière avec son cordon dunaire ; l'ancienne route nationale 1 et l'Autoroute A16.
Ces paysages sont composés d’un cordon dunaire de 60 km typique des paysages nordiques et que l’on retrouve aux Pays-Bas et en Belgique. Ce cordon littoral datant du VIIIe siècle s’est constitué durant la dernière transgression marine et joue un rôle de digue en protégeant la plaine maritime de l’invasion de la mer. Sa taille n’excède pas, en largeur, quelques centaines de mètres et, en hauteur, une dizaine de mètres.
Une particularité de ces paysages est la présence de moëre (marais en flamand), point le plus bas du territoire français, avec une altitude de - 4 m. Leur assèchement est entrepris dès 1619 par 23 moulins à vent qui vont pomper l’eau et l’acheminer vers la mer par des watringues. Ces polders, terres gagnées sur la mer, ainsi constitués sont les plus anciens de l’Europe du Nord.
Les cultures ne représentent que 35 % de ces paysages des dunes de la mer du Nord.
Concernant l'activité humaine, à l’ouest de ces paysages se trouvent : la région de Calais, avec le tunnel sous la Manche et l'activité portuaire de Calais tournée vers l’Angleterre ; à l’est, la zone urbaine de Dunkerque et ses installations portuaires et, au centre, la zone de Gravelines avec son port de plaisance et sa centrale nucléaire.
Sur le plan de la biodiversité, on y observe de nombreux déplacements d’oiseaux marins, côtiers ou terrestres ainsi que des phoques veau-marin installés sur les bancs de sable.

## Urbanisme

### Typologie
Au 1er janvier 2024, Zuydcoote est catégorisée bourg rural, selon la nouvelle grille communale de densité à sept niveaux définie par l'Insee en 2022.
Elle appartient à l'unité urbaine de Bray-Dunes, une agglomération intra-départementale regroupant trois  communes, dont elle est une commune de la banlieue,,. Par ailleurs la commune fait partie de l'aire d'attraction de Dunkerque, dont elle est une commune de la couronne,. Cette aire, qui regroupe 66 communes, est catégorisée dans les aires de 200 000 à moins de 700 000 habitants,.
La commune, bordée par la mer du Nord, est également une commune littorale au sens de la loi du 3 janvier 1986, dite loi littoral. Des dispositions spécifiques d'urbanisme s'y appliquent dès lors afin de préserver les espaces naturels, les sites, les paysages et l'équilibre écologique du littoral, tel le principe d'inconstructibilité, en dehors des espaces urbanisés, sur la bande littorale des 100 mètres, ou plus si le plan local d'urbanisme le prévoit.

### Occupation des sols
L'occupation des sols de la commune, telle qu'elle ressort de la base de données européenne d'occupation biophysique des sols Corine Land Cover (CLC), est marquée par l'importance des territoires artificialisés (35,7 % en 2018), en augmentation par rapport à 1990 (28,4 %). La répartition détaillée en 2018 est la suivante : zones urbanisées (35,7 %), terres arables (30,8 %), milieux à végétation arbustive et/ou herbacée (29,8 %), espaces ouverts, sans ou avec peu de végétation (3,7 %). L'évolution de l'occupation des sols de la commune et de ses infrastructures peut être observée sur les différentes représentations cartographiques du territoire : la carte de Cassini (XVIIIe siècle), la carte d'état-major (1820-1866) et les cartes ou photos aériennes de l'IGN pour la période actuelle (1950 à aujourd'hui).

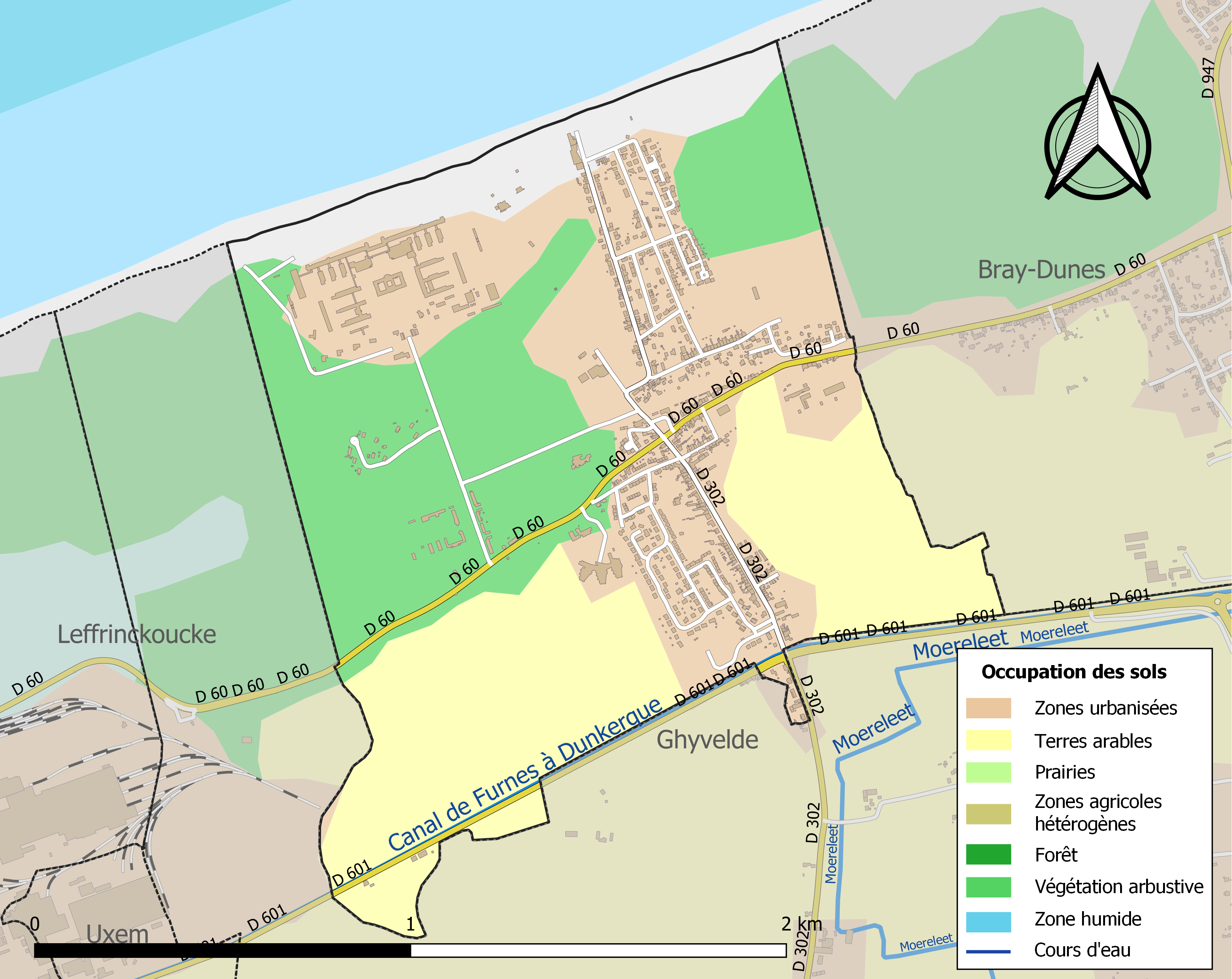
Carte des infrastructures et de l'occupation des sols de la commune en 2018 (CLC).

### Voies de communication et transports
Zuydcoote est desservie par les lignes 20 et 21 du réseau DK'Bus.
La commune possédait dans le passé une gare reconvertie en pharmacie.

## Toponymie
Le nom de la localité est attesté sous les formes Soutcota en 1121, Soutcote en 1183, Scoucota en 1187.
Zuydcoote est d'origine flamande : les étymologistes proposent deux hypothèses pour décrypter les origines de cette commune. L'une se réfère à « cabane de sel », zout (sel) et kot (masure, baraque), rappelant ainsi l'existence probable d'une saunerie ou activité liée au sel en ces lieux. L'autre hypothèse, plus récente que la précédente, fait dériver ce toponyme de zuiden (sud) et koot (côte), soit la « côte sud ». En effet, historiquement, Zuydcoote est une ville côtière du sud du comté de Flandre.
En néerlandais, la commune se nomme Zuidkote. Il existe un homonyme en Flandre Belge  Zuidschote avec probablement la même signification.

## Histoire

### Avant 1789
Zuydcoote a toujours dû lutter contre l'avancée de la mer et le mouvement naturel des dunes déplacées par les tempêtes. La commune ne fut longtemps qu'un hameau de pêcheurs puis un village. Après une période favorable au Moyen-Âge, son développement n'a véritablement commencé qu'après 1900 (voir ci-dessous Section Démographie).
Néanmoins une voie romaine d'importance secondaire, la Via Vicinalia, reliait Cassel à la mer à Zuydcoote.
Zuydcoote reçoit son nom, dont l'orthographe fut longtemps variable, au Ve siècle : le hameau devint progressivement un port. Au VIIe siècle, à la suite du passage de saint Eloi (Éloi de Noyon) sur la côte, le village a un oratoire, puis est érigé en paroisse dépendant de l'évêque de Thérouanne. À cette époque, on construit des digues pour contenir la mer, on draine le sol, une chapelle est construite et l'agriculture commence à se développer. Zuydcoote dépend de la châtellenie de Bergues.
Au IXe siècle, le village doit affronter une incursion marine puis les raids vikings. À la suite de ceux-ci, le comte de Flandre Baudouin II de Flandre (Baudouin le Chauve) fortifie Bergues et la chapelle de Zuydcoote entre dans la circonscription de la cure de Bergues. Le retour des Normands au Xe siècle ruine ces efforts. Le comte Baudouin IV de Flandre (Baudouin Belle Barbe) reprend la reconstruction de Bergues et y fonde l'abbaye de Saint-Winoc. Celle ci reçoit en 1067, entre autres, de Baudouin V de Flandre (Baudouin de Lille), une partie de la dîme de Zuydcoote et l'abbé, avec l'accord de l'évêque de Thérouanne, nomme à la cure de Zuydcoote. En 1121, Charles Ier de Flandre, (Charles le Bon), donne à l'abbaye toute la dîme de Soutcota,.
Il reste encore des dîmes sur les terres possédées par des seigneurs : en 1166, Baudouin châtelain d'Ypres déclare que son vassal Roger Gange a donné à l'église d'Ypres, sans doute la cathédrale Saint-Martin d'Ypres, deux parties de la dîme de Zutscoten. En contrepartie, l'église donnera chaque année au châtelain une pelisse de peau d'agneau. En 1171, Philippe d'Alsace, comte de Flandre, confirme à l'église cette possession.
À la mort de Charles Ier, sans descendant direct, plusieurs prétendants revendiquent sa succession. L'un d'eux, Guillaume d'Ypres, s'empare de Cassel, Furnes, Bergues et Zuydcoote mais il doit céder face à Guillaume Cliton (Guillaume de Normandie) soutenu par le roi de France Louis VI. Il s'exile en Angleterre quand en 1128 Thierry d'Alsace devient comte de Flandre. Va alors l'accompagner une partie des anciens habitants de Zuydcoote d'origine saxonne, présents depuis le Ve siècle.
Selon les chroniques anciennes, le premier port de pêche fut complètement ensablé vers 1200 à la suite d'une invasion marine due à une tempête hors norme, ce qui aurait causé la ruine totale du village. Le watergand Havendick (fossé du port), près de l'Usine des Dunes, rappelle l'existence de ce port initial.
Après une nouvelle période troublée par des conflits dans la région au début du XIIIe siècle, Zuydcoote reprend son développement. Les habitants essaient d'obtenir une charte communale ou keure, à l'instar des villes voisines Bergues, Furnes, Gravelines, Mardyck, etc., mais elle ne leur est pas accordée par les comtes de Flandre.
Au XIVe siècle, Zuydcoote, qui a atteint la taille d'une petite ville, est érigée en seigneurie. Cette érection, antérieure à 1309, est confirmée à cette date par le comte Robert III de Flandre (Robert de Béthune). La seigneurie dispose de toute la justice seigneuriale (haute, moyenne et basse, et donc un échafaud pour les condamnés à mort) avec les agents chargés de l'appliquer (bailli, amman, sergents), la cour féodale de la ville de Saint-Omer, relevant du Roi de France, étant la juridiction d'appel.
Du point de vue religieux, elle était située dans le diocèse de Thérouanne puis dans le diocèse d'Ypres, doyenné de Dunkerque.
Robert III de Flandre partage en 1320 ses biens entre ses fils Louis Ier de Nevers, fils aîné, désigné comme comte de Flandre et Robert de Cassel, fils cadet. Zuydcoote avec toute la Flandre maritime fait partie de l'apanage de Robert. La mort de Louis, deux mois avant son père en 1322, fait entrer toute la région dans une période très trouble : contestation du partage par Robert, révolte des Flamands, menés par Bruges et Nicolaas Zannekin, contre les nobles (révolte des Karls), excommunication des flamands. Un épisode se déroule à Zuydcoote : des représentants de Bruges viennent rencontrer Robert de Cassel alors présent à Zuydcoote. Celui-ci fait décapiter les délégués sur la place du village. En représailles, les brugeois menés par Nicolaas Zannekin, viennent ravager le littoral jusqu'à Dunkerque, et donc Zuydcoote, en 1324-1325. L'affaire se termine par la soumission de Robert de Cassel et l'écrasement des flamands révoltés par le roi de France Philippe VI de Valois, soutien du nouveau comte Louis Ier de Flandre lors de la bataille de Cassel en 1328. Zuydcoote est ruinée mais fait désormais partie du domaine de Robert de Cassel, seigneur de Dunkerque, Cassel, Bourbourg, Zuydcoote, etc..
En 1329, la paix à peine revenue, Zuydcoote se plaint auprès du roi de France des impôts et vexations subies du fait de Robert de Cassel et de Louis Ier de Flandre (le droit de haute justice de Zuydcoote est contesté). L'affaire se plaide devant les cours de justice et dure des années jusqu'en 1342. Zuydcoote perd puis récupère son droit de haute justice. Néanmoins, sous Robert de Cassel (mort en 1331) et son héritière Yolande de Flandre, la ville se développe à nouveau, la chapelle primitive plusieurs fois restaurée et agrandie mais toujours trop petite est remplacée par une église d'architecture gothique en forme de croix latine, mise sous le patronage de saint Nicolas (Nicolas de Myre), avec un clocher d'une hauteur de 20 mètres sans sa flèche et une chapelle consacrée à la Vierge Marie sous l'invocation de Notre-Dame-de-Bon-Secours. Un hôpital est fondé pour les enfants et pour les vieillards infirmes. La ville est assez riche pour compter 3 orfèvres et 32 rues, l'ordre étant assuré par une milice bourgeoise.
Vers 1368, le nouveau comte de Flandre Louis II de Flandre (Louis de Male) autorise la ville de Zuydcoote à lever des impôts spécifiques pendant trois ans pour rénover l'église. Il se fait attribuer une partie de la dîme de Zuydcoote jusque-là dévolue à l'abbaye de Saint-Winoc.
En 1382, année où l'agitation reprend à Gand et où des troupes menées par Philippe van Artevelde ravagent la Flandre (affaire terminée par la bataille de Roosebeke où sont tués plusieurs Zuydcootois rangés parmi les flamands écrasés), meurt Marguerite Ire de Bourgogne, veuve du comte Louis Ier de Flandre, et mère de Louis de Male. Réputée pour sa piété, Marguerite passait pour être la protectrice de Zuydcoote et de ses pauvres, elle y possédait un château où elle venait parfois, et donnait à Zuydcoote le nom de oppidum suum, autrement dit sa ville.
En 1391, après la mort de Louis de Male en 1383, le nouveau comte Philippe II de Bourgogne (Philippe le Hardi) restitue à l'abbaye de Bergues, ravagée après la croisade d'Henri le Despenser en 1383, toute la dîme de Zuydcoote, elle-même traversée par des colonnes d'Anglais et de Gantois.
Zuydcoote subit, en novembre 1404, une nouvelle invasion marine. L'inondation dura car un puissant vent du nord souffla pendant plusieurs jours, empêchant le reflux de la mer. La ville s'en remit mais pas le port en partie comblé par le sable et le limon. De ce fait, la seule possibilité, après cet épisode, fut d'armer de petits bateaux pour la pêche.
Par le jeu des successions, après la mort de Yolande de Flandre en 1395, la Flandre maritime, Zuydcoote incluse, arrive dans les mains de Marie de Luxembourg, épouse de François de Bourbon-Vendôme. Marie vend la seigneurie de Zuydcoote à Philippe le Beau, comte de Flandre, archiduc d'Autriche. Philippe présent à Bergues en 1497 confirme à l'abbaye de Saint-Winoc ses droits déjà acquis, notamment les dîmes de Zuydcoote (dîme des céréales, des harengs, des poissons…).
Au XVIe siècle, se constitue à Zuydcoote, une société de tir à l'arc, sous le patronage de saint Sébastien. Elle reçoit en 1540 des lettres patentes de Charles Quint. Il s'agit d'une confrérie ouverte à tous les bourgeois de la ville, elle compta jusqu'à cent membres, avec des armoiries figurant Saint-Sébastien attaché à un arbre. L'empereur accorde à la même époque des armoiries à la ville, sensiblement les mêmes que celles d'aujourd'hui (« D'argent, à l'aigle à deux têtes au vol élevé de sable, accompagné de deux lions grimpant de sable, posé en fasces, l'un à dextre, l'autre à senestre »).
La ville, non fortifiée, est mise à mal plusieurs fois en ce XVIe siècle : ravage par les protestants en août 1556 (furie iconoclaste); de nouveau, lors de l'expédition en Flandres en 1558 de Paul de La Barthe, maréchal de Thermes, par la suite vaincu lors de la bataille de Gravelines; en 1570, une tempête se déchaîne et la mer envahit de nouveau la paroisse;  en 1577, l'abbaye des Dunes, toute proche de la ville et source de travail pour ses habitants est détruite par les protestants. À la même époque, après la disparition du diocèse de Thérouanne (la ville de Thérouanne est détruite sur ordre de Charles Quint en 1553), Zuydcoote un temps rattachée au diocèse de Saint-Omer, est finalement intégrée dans le diocèse d'Ypres, ce qui ne modifie en rien la nomination du curé de la paroisse toujours faite par l'abbé de Saint-Winoc sous contrôle de l'évêque.
En 1579, pendant la guerre de Quatre-Vingts Ans (révolte contre le pouvoir espagnol qui allait conduire à l'indépendance des Provinces-Unies devenues depuis les Pays-Bas), Zuydcoote subit les troubles de l'époque : troupes parcourant la région qui pillent et détruisent;  le plomb, les ornements et les cloches de l'église sont emportées par des soldats protestants, comptant parmi les partisans de Guillaume Ier d'Orange-Nassau. Il faut attendre 1583 et le retour de la Flandre sous la domination espagnole pour que l'église soit rétablie.
À la suite de la période difficile récente et des exactions de bandes de pillards, l'archiduc Albert d'Autriche, nouveau souverain de la Flandre avec son épouse l'infante Isabelle, fait ériger des forts sur la côte : en 1600, un fort en terre, carré de 66 mètres de long, pouvant accueillir des gardes et des canons, entouré d'un large fossé de 10 mètres de large, est construit à Zuydcoote au sud de la ville. Il existait encore au XIXe siècle lorsque Raymond de Bertrand écrivait son histoire de Zuydcoote.
Ces princes entreprennent de faire creuser un canal, qui traverse la paroisse de Zuydcoote, menant de Dunkerque à Furnes, le canal Nieuport-Dunkerque connu en France sous le nom de canal de Furnes, les travaux mirent du temps à être exécutés en raison des guerres et durèrent jusqu'en 1641. Ils confirment, dans un texte en flamand, les lois coutumières de la ville et les statuts de la société de saint-Sébastien en 1616 et 1617,. À l'époque, un marché aux poissons existe à Zuydcoote, et les résidents font paître leur bétail dans les dunes qui n'étaient pas cultivées.
En 1623, le roi d'Espagne Philippe III, ayant des besoins d'argent pour financer les différentes guerres où il est engagé, notamment avec les Provinces-Unies, vend une partie de ses domaines, dont Zuydcoote. Les seigneurs de Zuydcoote à cette date sont des sieurs Vandewalle, père et fils, riches dunkerquois, chevaliers de l'Ordre du Christ, gentilshommes de la maison du roi d'Espagne et créanciers de celui-ci. À cette époque, la seigneurie d'Outezeele (probablement Oudezeele) et d'autres fiefs dépendent de la seigneurie de Zuydcoote, le seigneur de Zuydcoote étant le premier vassal du châtelain de Bergues. En 1632, le dit seigneur de Zuydcoote obtient la décoration de l'ordre de Saint-Jacques en raison des services rendus et du don de 12 vaisseaux de guerre (ce qui donne une idée de sa richesse).
En 1641, en même temps que s'achèvent les travaux du canal de Furnes, on creuse de nouveau le petit canal qui mène aux Moëres par Ghyvelde.
Dans les années 1650, après l'accession au trône de Louis XIV, la Flandre maritime, lieu entre autres de l'affrontement avec l'Espagne, va connaître de nombreuses années difficiles : passage de troupes, impôts supplémentaires pour financer la guerre, levées d'hommes, perturbations dans les cultures et donc disettes. En 1658, lors de la bataille des Dunes remportée par Turenne, Zuydcoote est en première ligne. L'affrontement a lieu à l'ouest de la paroisse, elle subit le passage des troupes des deux camps, on apporte les blessés à l'hôpital de Zuydcoote. Les troupes espagnoles vaincues la traversent.
Après la bataille, Dunkerque prise par la France devient anglaise le même jour (voir Histoire de Dunkerque). La possession anglaise recouvre non seulement la ville de Dunkerque mais aussi des territoires dont certains jusque-là relevaient de la châtellenie de Bergues : Mardyck, Grande Synthe, Petite Synthe, une partie d'Armbouts-Cappel, Cappelle-la-Grande, une partie de Coudekerque, Téteghem, Uxem, Ghyvelde, Leffrinckoucke, Zuydcoote. En 1662, Louis XIV rachète ce territoire aux Anglais. Le châtelain de Bergues demanda à récupérer ses anciennes possessions, le gouverneur français de Dunkerque refusa en argumentant que la France avait racheté tout le territoire, et le châtelain dut s'incliner (la châtellenie de Bergues était restée espagnole, ce qui explique, au-delà de la volonté du gouverneur d'administrer un territoire conséquent, sans doute le refus français; Bergues devint française en 1668 à la suite de la paix d'Aix-la-Chapelle).
Louis XIV impose à tout le territoire de Dunkerque de ne se servir que de monnaie de France. Zuydcoote est désormais sous la tutelle du magistrat de Dunkerque pour toutes les affaires relevant du roi, notamment les impôts. Le magistrat fait arpenter toutes ces terres : la seigneurie de Zuydcoote représente 300 mesures, soit 132 hectares ou 1,2 km2 (soit un peu moins de la moitié de la surface actuelle). En 1665, on fait élargir le canal de Furnes, et en 1666 une écluse est créée à Zuydcoote pour l'utilité du port de Dunkerque. À la suite d'un arrêt du Conseil du roi du 24 avril 1688, on recense la population du territoire : Zuydcoote compte 172 personnes : à la suite de tous les troubles passés, la paroisse est redevenue un village.
En 1689, la France est en guerre contre la moitié de l'Europe (Angleterre, Hollande, Espagne, Allemagne). Pour surveiller les environs, on érige en différents endroits, notamment sur la côte, et donc à Zuydcoote, une tour de guet. Le village est frappé par un incendie en 1692, pourtant année où l'hiver fut très doux au point que parfois les poêles ne furent pas rallumés, qui détruit une bonne partie des archives entreposées dans la maison communale. Plusieurs maisons dévastées ne furent pas reconstruites, le village perdit encore des habitants.
Au début du XVIIIe siècle, Zuydcoote n'est plus qu'un village pauvre, une localité de pêcheurs, au point que la cure est souvent refusée ou très vite abandonnée par ses titulaires car elle ne permet pas l'entretien correct du curé. En 1707, lors d'une nouvelle guerre contre la Hollande, on effectue un recensement des hommes en état de porter les armes, dans l'objectif de pouvoir faire des levées d'hommes : à Zuydcoote, on ne compte que 36 hommes. À l'époque, deux postes de garde sont installés sur le village. En 1708, à la suite de la bataille d'Audenarde perdue par la France, le vainqueur, John Churchill (1er duc de Marlborough) multiplie les « réquisitions » sur toute la frontière de la Flandre française : comme ses voisins, Zuydcoote est littéralement rançonnée pendant plusieurs années. Le village se dit toujours ville du fait de son droit de justice seigneuriale, mais n'est plus que l'ombre de ce qu'il fut. À la suite de la paix d'Utrecht signée en 1713, Dunkerque est privée de toute communication par eau avec la Belgique, un batardeau (digue en pierres et terre) installé à Zuydcoote sur le canal de Furnes intercepte la navigation. Le commerce de Dunkerque, de même que celui de Zuydcoote, subissent de plein fouet cette entrave. À la mort de Louis XIV en 1715, Zuydcoote est toujours une seigneurie mais n'a plus rien à voir avec l'ancienne ville aux 32 rues et, en réalité, est totalement sous la domination des villes voisines et ses dirigeants ; les échevins sont souvent illettrés. Un nouveau dénombrement de la population en septembre 1716 aboutit à retrouver 160 personnes dont 26 pauvres. En 1729, le seigneur de Zuydcoote est Pierre de La Villette, pensionnaire (cadre administratif) de la ville de Bruges, écuyer, seigneur de différents lieux, et après lui en 1750, le titulaire est Marc Albert de Onate, écuyer, résidant à Bruges, gendre de Pierre de La Villette, seigneur de Zuydcoote, Rosendaël et autres lieux. Le curé Pierre Vandaele fait restaurer l'église sur ses propres deniers.
Sous Louis XV, la situation de Zuydcoote n'évolue pas, la population se nourrit de légumes et de poisson, les nouveaux seigneurs en 1763 sont Lauwereyns de Bruges et le même Marc Albert de Onate, échevin de la ville et du franc de Bruges. On creuse de nouveau le canal de Furnes en 1768, une écluse est construite sur celui-ci à Leffrinckoucke.
Le 1er janvier 1777, un ouragan détruit entièrement le village et le recouvre de sable. Ruinée, l'église Saint-Nicolas fut démolie en 1779. La tour fut conservée (elle servait d'amer). Le village ne déplora pas de victimes mais tout était à refaire et beaucoup d'habitants quittèrent le village. Le moulin  fut abattu et on dut en reconstruire un.
En 1778, la France reconnait l'indépendance des États-Unis en lutte contre leur ancien colonisateur l'Angleterre, celle-ci déclare la guerre à la France. Afin de protéger Dunkerque, on installe à Zuydcoote une batterie en pierre et fascinages pouvant contenir 24 canons et le personnel desservant, sur les dunes bordant la plage et on rénove les anciennes installations. On reconstruit l'église en 1779-1780 au milieu de l'ancien cimetière, et à cette fin, on réutilise les meilleurs matériaux de l'ancienne église démolie, l'abbaye de Saint-Winoc, prenant à sa charge tous les frais concernant l'église. Les nouveaux seigneurs de Zuydcoote s'appellent : Marie de La Villette, douairière de messire Jacques de Crits, écuyer, messire Charles Lauwereyns, écuyer, seigneur de Rosendaël, échevin de la ville de Bruges, messire François-Xavier Simon, écuyer, écoutéte (officier de justice) de la ville de Bruges. Un nouveau recensement effectué en 1783 par l'évêque d'Ypres révèle que la population du village a encore diminué : seulement 120 personnes décomptées. Malgré tout à la veille de 1789, en 1784, signe d'espoir : une brasserie est construite.

### Depuis 1789
Avec la Révolution française, plusieurs traces du passé disparaissent : Zuydcoote relève du district de Bergues devenu arrondissement de Bergues puis arrondissement de Dunkerque. Un décret du 4 août 1790 supprime à Zuydcoote, comme partout en France, le régime féodal et donc les titres de noblesse, c'en est fini des seigneurs de Zuydcoote. Autre évolution, est instaurée la constitution civile du clergé, c'est-à-dire l'obligation pour les prêtres de prêter le serment de fidélité à la Constitution. Contrairement à ce qui se passe dans beaucoup d'autres paroisses de la Flandre maritime, où les prêtres refusent, suivant en cela la position du Pape Pie VI, l'abbé Charles François Duprez, prêtre de Zuydcoote, prête le serment. Puis la Révolution se radicalisant et devenant de plus en plus anticléricale, notamment à l'époque de la Convention nationale, l'église est fermée en janvier 1793 ; la commune élit son premier maire (Jean-Baptiste Demey).
1793 est une nouvelle année sombre : la France doit faire face à plusieurs pays coalisés (Angleterre, États allemands, etc.). En août-septembre 1793, une armée d'Anglais, de Hanovriens, de Hessois, d'émigrés français entre en Flandre avec l'objectif d'assiéger Dunkerque. Dans leur approche, les soldats campent sur Zuydcoote à partir du 22 août, ruinant les récoltes, réquisitionnant le bétail, les chevaux. Les desservants du fort luttent un moment puis se replient. Les Anglais (protestants) convertissent l'église en parc d'artillerie et de munitions de guerre. L'affaire se termine le 9 septembre par la bataille de Hondschoote gagnée par la France, mais pour le village cela signifie un nouveau passage des troupes ennemies faisant retraite. Finalement, de nombreuses installations du village et de nombreuses archives (le papier étant utilisé comme étoupe quand celle-ci manquait) sont détruites.
Le 23 mai 1794, (4 prairial an II), les terres de la fabrique de l'église (l'église ne possédait pas directement de biens, ceux-ci étaient gérés par la fabrique de l'église : conseil de fabrique) sont vendues comme bien national. Par le traité de Campo-Formio (17 octobre 1797), la Belgique est cédée à la France. De ce fait, on abat la digue installée à Zuydcoote qui barrait le canal de Furnes. La navigation n'est pas intégralement rétablie pour autant : pendant toutes les années d'existence de la digue, le canal fut peu ou pas entretenu, il est donc très envasé. Néanmoins, la barque de transport (avant le XIXe siècle, en raison du mauvais état ou de l'inexistence des routes, du danger éventuel de pillards ou soldats déserteurs, les transports de marchandises et de voyageurs se font par voie d'eau) Dunkerque-Furnes retrouve son plein fonctionnement (lorsque la digue existait, il fallait arrêter à celle-ci, décharger, passer de l'autre côté de la digue, reprendre une autre barque, recharger, autrement dit perdre du temps et de l'argent). Ce rétablissement favorise le commerce, ce dont profite Zuydcoote.
En 1803, on abat la flèche de l'église et on rehausse la base (toujours pour qu'elle serve d'amer). Une nouvelle église fut élevée plus au sud, comme annexe de celle de Ghyvelde, Zuydcoote n'ayant plus les moyens d'entretenir une église et un presbytère, relevant désormais de la circonscription de l'évêque de Cambrai. L'ancienne tour, curiosité du littoral, fut dynamitée par les Allemands. Ses restes sont sous la grande butte de sable, au nord de la voie ferrée. Divers auteurs avaient conscience de l'importance de la végétation (oyats, buissons) fixant la dune, mais celle-ci était exploitée par la population, au détriment de la fixation des sables volants. Par exemple, en 1825, François Joseph Grille (d'Angers) écrivait après son voyage d'étude du département du Nord : « Il ne faudrait pas permettre d'arracher les épines sauvages qui naissent sur les sommets les plus arides des dunes, et garantissent ce sol mouvant contre les vents impétueux (note de bas de page : « de même que les hoyas (roseaux des sables). Les pauvres les arrachent pour la fabrication de vergettes, à laquelle la racine est propre. Quant aux épines, elles servent de combustible. ») ». Il rapporte également : « Avant ces travaux, les sables s'amoncelaient et gagnaient tous les jours. Déjà de la tour de Zudcoote on n'apercevait plus que la flèche. »
Le XIXe siècle voit la situation de Zuydcoote s'améliorer : assèchement des marais, responsables de mauvaises odeurs, de fièvres, en même temps que Les Moëres sont desséchées par le chevalier Jean-Louis De Buyser de Dunkerque, ce qui profite à toute la région. Ce siècle voit également les débuts des promenades des citadins vers les villages, avant que ce ne soit le goût nouveau pour la plage et les séjours à la mer. Les dunes de Zuydcoote sont fréquentées par de nombreux chasseurs du fait de l'abondance du gibier sur les bords des marais et dans les dunes, ce qui profite également aux commerces locaux.
Cependant, le début du siècle demeure menaçant avec les guerres napoléoniennes. Napoléon Ier ordonne en 1803 d'élever des batteries sur toutes les côtes de France pour les protéger des anglais, maîtres des mers. Une batterie est donc érigée à Zuydcoote au sommet d'une dune haute avec un télégraphe en liaison avec celui de Dunkerque. Elle accueille huit canons et deux mortiers desservis par 20 canonniers commandés par un officier (l'ancien fort, ayant montré son peu d'efficacité, avait été désarmé après le siège de Dunkerque de 1793), et protège ainsi le village. Celui-ci retrouve le calme et peut se reconstruire. Napoléon traverse le village le 12 juillet 1804, en provenance de Dunkerque et se dirigeant vers la Belgique. Cette même année, on approfondit le canal de Furnes avec l'objectif final de pouvoir améliorer la navigation fluviale entre Dunkerque et Anvers, des prisonniers espagnols sont employés à ces travaux. Des recensements faits par le préfet donnent en 1804 185 habitants dans 31 maisons et ménages et en 1806, 178 habitants.
Napoléon, venant de Belgique et accompagné de l'impératrice Marie-Louise traverse à nouveau le village en 1810, et une troisième fois en 1811. À cette époque, on voit les premières condamnations pour fraude de tabac et de genièvre.
À la chute de Napoléon, la batterie de 1803 est désarmée, le pays connait la paix, les soldats sont démobilisés. Les Cent Jours remettent tout en question, on réarme la batterie, on réquisitionne de nouveau les hommes. Après la bataille de Waterloo, on revient à la paix, la batterie désarmée de nouveau est remplacée par un poste de douaniers. Une opération de cadastre réalisée en 1828 donne comme superficie au village 264 hectares (599,5 mesures), soit la superficie actuelle, mais les landes et dunes occupent plus de 50% de la surface à cette époque. Cette même année, commence la construction d'une écluse avec pont-levis sur le canal de Furnes qui est de nouveau creusé pour permettre le passage de bateaux de plus gros gabarit. Cet aménagement permet aux deux parties du village, jusque-là séparées par le canal, d'être reliées (avant le pont, on utilisait un bac pour passer d'un côté à l'autre).
Les progrès se poursuivent : en 1839, on empierre le chemin entre Dunkerque et Furnes; jusque-là, n'existait qu'un chemin sablonneux. Bergues et Hondschoote, souhaitant conserver le passage par leur cité, se sont longtemps opposées à cette amélioration. En 1848, une école ouvre pendant quelques mois mais elle ferme rapidement, le nombre d'élèves demeurant insuffisant (à l'époque, avant les lois de Jules Ferry sur l'école obligatoire, laïque et gratuite, dans les années 1880, les écoles sont privées et payantes) pour rémunérer l'investisseur-enseignant. Le village subit encore des évènements climatiques (tempête du 9 novembre ou 18 brumaire 1800, 18 février 1807, 29 novembre 1836), mais désormais on construit en dur (et non plus en bois et torchis) et les bâtiments, maisons, moulin reconstruits après la tempête de 1777, résistent.
Dans les années suivantes, Zuydcoote voit sa population augmenter progressivement (voir Section population et Société ci-dessous), l'activité progresse et le village s'achemine vers la configuration qui deviendra la sienne au XXe siècle.
Le samedi 23 mars 1895, à la marée de 1 h 13, s'est échouée près de Zuydcoote une baleine, rachetée par le directeur du musée ichtyologique de Saint-Omer. L'animal pesait 4 tonnes, il fallut la charger sur des wagons spéciaux plats.
À la fin du XIXe - début XXe siècle, une voie de chemin de fer assure la liaison entre Dunkerque et Bray-Dunes, vers la frontière belge et La Panne puis Furnes. Elle passe par les gares de Rosendaël, Leffrinckoucke, Sanatorium-maritime-de-Zuydcoote (halte), Zuydcoote.

### XXesiècle
Au XXe siècle, Zuydcoote, dont la population avait commencé à croître dès le XIXe siècle (voir Section Population et société ci-dessous) connait un fort développement, lié notamment à l'attirance de la population pour les séjours à la mer. La construction au début du siècle du sanatorium puis hôpital maritime Vancauwenberghe illustre le nouveau départ pris par la commune.
Pendant la Première Guerre mondiale, en 1917-1918, Téteghem est le siège d'un commandement d'étapes, c'est-à-dire un élément de l'armée organisant le stationnement de troupes, comprenant souvent des chevaux, pendant un temps plus ou moins long, sur les communes dépendant du commandement, en arrière du front. Zuydcoote a fait partie de ces communes et a accueilli des troupes à ce titre. La commune dépendait également depuis 1916 du commandement d'étapes de Hondschoote.

## Héraldique
| Blason de Zuydcoote | Blason  | D'argent à l'aigle à deux têtes éployée de sable, becquée et onglée de gueules, accostée de deux lions affrontés de sable, armés et lampassés de gueules. |
| Blason de Zuydcoote | Détails | |

## Politique et administration
La ville est membre de la communauté urbaine de Dunkerque (Dunkerque grand littoral).

### Liste des maires
Premier maire de février 1793 à juin 1800 (démission) : Jean Baptiste Demey.
Maire de 1800 à 1803-1804 (démission) : Pierre Jean Dehaudt, ex-adjoint.
Maire de 1804 à 1817 : Josse Barthélémy Demey.
Maire de 1817 à 1837 : Jean-Baptiste Fonteyne, cultivateur propriétaire, Demey étant trop âgé pour continuer.
Maire de 1837 à 1845 : Pierre François Bardoulant, maréchal ferrant.
Maire à partir de 1845 : Benjamin Waeteraere, propriétaire cultivateur (après un intérim pendant quelques mois de janvier à novembre de Josse Jacquement, marin).
Maire en 1883 : L. Blanckaert.
Maire en 1887 : Louis Adam.
Maire de 1889 à 1894 : I. Bardoulant.
Maire de 1895 à 1900 : J. François.
Maire de 1901 à 1904 : E. Briet.
Maire de 1904 à 1914 : L. Deswarte.

Maire de 1922 à 1925 : A. Derley.
| Période                                  | Période  | Identité            | Étiquette | Qualité |
| ---------------------------------------- | -------- | ------------------- | --------- | --- |
| 1925                                     | 1935     | Emile Deswarte      |           | |
| 1935                                     | 1953     | Eugène Pollefoort   |           | |
| 1953                                     | 1971     | Constance Verwaerde | DVG       | |
| 1971                                     | 1989     | Pierre Lamstaes     | DVD       | Vice-président de la communauté urbaine de Dunkerque de 1971 à 1989. |
| 1989                                     | 2005     | Daniel Vanhove      | PS        | Vice-président de la communauté urbaine de Dunkerque de 1989 à 2005, Président du Syndicat Intercommunal des Dunes de Flandres de 2001 à 2005. |
| 2005                                     | 2008     | Philippe Defurnes   | PS        | Premier adjoint au maire de 1989 à 2005 Vice-président de la communauté urbaine de Dunkerque de 2005 à 2008 chargé du schéma de cohérence territoriale (SCOT) Premier VP du syndicat mixte du SCOT Directeur du parc naturel régional des Caps et Marais d'Opale (2003 à 2013)                                                                        |
| 2008                                     | 2017     | Paul Christophe     | DVD-LR    | Directeur général de la ville de Teteghem, Député de la Quatorzième circonscription du Nord depuis le 18 juin 2017, Président du Syndicat Intercommunal des Dunes de Flandres depuis le 5 mai 2014, Conseiller départemental du Canton de Dunkerque-2 depuis le 29 mars 2015. Vice-président du conseil départemental du Nord depuis le 2 avril 2015. |
| 2017                                     | En cours | Florence Vanhille   | DVG       | 3e adjointe au maire de Zuydcoote de 2014 à 2017, 6e vice-président de la communauté urbaine de Dunkerque depuis le 10 juillet 2020. |
| Les données manquantes sont à compléter. |          |                     |           | |

### Tendances politiques et résultats
Le résultat de l'élection présidentielle de 2012 dans cette commune est le suivant :
| Candidat       | Candidat                    | Premier tour | Premier tour | Second tour | Second tour |
| Candidat       | Candidat                    | Voix         | %            | Voix        | %           |
| -------------- | --------------------------- | ------------ | ------------ | ----------- | ----------- |
|                | Eva Joly (EÉLV)             | 19           | 1,96         |             |             |
|                | Marine Le Pen (FN)          | 207          | 21,38        |             |             |
|                | Nicolas Sarkozy (UMP)       | 235          | 24,28        | 440         | 47,46       |
|                | Jean-Luc Mélenchon (FG)     | 100          | 10,33        |             |             |
|                | Philippe Poutou (NPA)       | 17           | 1,76         |             |             |
|                | Nathalie Arthaud (LO)       | 7            | 0,72         |             |             |
|                | Jacques Cheminade (SP)      | 1            | 0,10         |             |             |
|                | François Bayrou (MoDem)     | 71           | 7,33         |             |             |
|                | Nicolas Dupont-Aignan (DLR) | 22           | 2,27         |             |             |
|                | François Hollande (PS)      | 289          | 29,86        | 487         | 52,54       |
|                |                             |              |              |             |             |
| Inscrits       | Inscrits                    | 1125         | 100,00       | 1126        | 100,00      |
| Abstentions    | Abstentions                 | 139          | 12,36        | 132         | 11,72       |
| Votants        | Votants                     | 986          | 87,64        | 994         | 88,28       |
| Blancs et nuls | Blancs et nuls              | 18           | 1,83         | 67          | 6,74        |
| Exprimés       | Exprimés                    | 968          | 98,17        | 927         | 93,26       |

Le résultat de l'élection présidentielle de 2017 dans cette commune est le suivant :
| Candidat    | Candidat                    | Premier tour | Premier tour | Deuxième tour | Deuxième tour |  |
| Candidat    | Candidat                    | %            | Voix         | %             | Voix          |  |
| ----------- | --------------------------- | ------------ | ------------ | ------------- | ------------- |  |
|             | Nicolas Dupont-Aignan (DLF) | 7,52         | 75           |               |               |  |
|             | Marine Le Pen (FN)          | 27,18        | 271          | 44,39         | 388           |  |
|             | Emmanuel Macron (EM)        | 21,06        | 210          | 55,61         | 486           |  |
|             | Benoît Hamon (PS)           | 7,72         | 77           |               |               |  |
|             | Nathalie Arthaud (LO)       | 1,60         | 16           |               |               |  |
|             | Philippe Poutou (NPA)       | 1,40         | 14           |               |               |  |
|             | Jacques Cheminade (SP)      | 0,60         | 6            |               |               |  |
|             | Jean Lassalle (RES)         | 1,40         | 14           |               |               |  |
|             | Jean-Luc Mélenchon (LFI)    | 16,15        | 161          |               |               |  |
|             | François Asselineau (UPR)   | 0,70         | 7            |               |               |  |
|             | François Fillon (LR)        | 14,64        | 146          |               |               |  |
|             |                             |              |              |               |               |  |
| Inscrits    | Inscrits                    | 1 175        | 100,00       | 1 175         | 100,00        |  |
| Abstentions | Abstentions                 | 148          | 12,60        | 167           | 14,21         |  |
| Votants     | Votants                     | 1 027        | 87,40        | 1 008         | 85,79         |  |
| Blancs      | Blancs                      | 23           | 2,24         | 100           | 9,92          |  |
| Nuls        | Nuls                        | 7            | 0,68         | 34            | 3,37          |  |
| Exprimés    | Exprimés                    | 997          | 97,08        | 874           | 86,71         |  |

## Population et société

### Démographie

#### Évolution démographique
L'évolution du nombre d'habitants est connue à travers les recensements de la population effectués dans la commune depuis 1793. Pour les communes de moins de 10 000 habitants, une enquête de recensement portant sur toute la population est réalisée tous les cinq ans, les populations de référence des années intermédiaires étant quant à elles estimées par interpolation ou extrapolation. Pour la commune, le premier recensement exhaustif entrant dans le cadre du nouveau dispositif a été réalisé en 2008.

En 2022, la commune comptait 1 608 habitants, en évolution de −7,48 % par rapport à 2016 (Nord : +0,51 %, France hors Mayotte : +2,11 %).
| 1793 | 1800 | 1806 | 1821 | 1831 | 1836 | 1841 | 1846 | 1851 |
| ---- | ---- | ---- | ---- | ---- | ---- | ---- | ---- | ---- |
| 173  | 173  | 178  | 283  | 339  | 318  | 294  | 317  | 305  |

| 1856 | 1861 | 1866 | 1872 | 1876 | 1881 | 1886 | 1891 | 1896 |
| ---- | ---- | ---- | ---- | ---- | ---- | ---- | ---- | ---- |
| 318  | 303  | 286  | 318  | 346  | 333  | 363  | 361  | 402  |

| 1901 | 1906 | 1911  | 1921  | 1926  | 1931  | 1936  | 1946 | 1954  |
| ---- | ---- | ----- | ----- | ----- | ----- | ----- | ---- | ----- |
| 431  | 637  | 1 039 | 1 405 | 1 635 | 1 721 | 1 767 | 390  | 1 140 |

| 1962  | 1968  | 1975  | 1982  | 1990  | 1999  | 2006  | 2008  | 2013  |
| ----- | ----- | ----- | ----- | ----- | ----- | ----- | ----- | ----- |
| 1 002 | 1 029 | 1 115 | 1 321 | 1 617 | 1 578 | 1 683 | 1 694 | 1 766 |

| 2018  | 2022  | - | - | - | - | - | - | - |
| ----- | ----- | - | - | - | - | - | - | - |
| 1 616 | 1 608 | - | - | - | - | - | - | - |

#### Pyramide des âges
En 2018, le taux de personnes d'un âge inférieur à 30 ans s'élève à 29,7 %, soit en dessous de la moyenne départementale (39,5 %). À l'inverse, le taux de personnes d'âge supérieur à 60 ans est de 28,5 % la même année, alors qu'il est de 22,5 % au niveau départemental.
En 2018, la commune comptait 785 hommes pour 831 femmes, soit un taux de 51,42 % de femmes, légèrement inférieur au taux départemental (51,77 %).
Les pyramides des âges de la commune et du département s'établissent comme suit : 
| Hommes | Classe d’âge | Femmes |
| ------ | ------------ | ------ |
| 0,3    | 90 ou +      | 0,8    |
| 3,8    | 75-89 ans    | 7,8    |
| 21,5   | 60-74 ans    | 22,6   |
| 26,5   | 45-59 ans    | 25,0   |
| 15,3   | 30-44 ans    | 16,6   |
| 17,6   | 15-29 ans    | 13,2   |
| 15,0   | 0-14 ans     | 13,8   |

| Hommes | Classe d’âge | Femmes |
| ------ | ------------ | ------ |
| 0,5    | 90 ou +      | 1,4    |
| 5,3    | 75-89 ans    | 8,1    |
| 14,8   | 60-74 ans    | 16,2   |
| 19,1   | 45-59 ans    | 18,4   |
| 19,5   | 30-44 ans    | 18,7   |
| 20,7   | 15-29 ans    | 19,1   |
| 20,2   | 0-14 ans     | 18     |

## Sports
Le ministère des sports a décompté 11 équipements sportifs sur le territoire de la commune en 2013.

### Tir à l'arc sur perche verticale
En 2015 l'association de tir à l'arc sur perche verticale L'aigle Zuydcootois (sport bien connu dans les Hauts de France) à vu le jour. Elle a depuis conquis plusieurs titres nationaux en 2017 et 2023, un titre de champion de France en 2021 chez les vétérans.

## Lieux et monuments
- Hôpital maritime de Zuydcoote[101].
- Cimetière militaire de Zuydcoote, cimetière de la Commonwealth War Graves Commission.
- Ferme Nord.
- Réserve naturelle de la Dune Marchand. Un circuit pédestre de 4 km permet de découvrir tant l'hôpital maritime que la dune Marchand[102] ; un autre de 9,2 km est plus spécifiquement consacré à la dune Marchand[103].
- Réserve naturelle de la Dune Dewulf.
- Dune fossile de Ghyvelde.
- Église Saint-Nicolas de Zuydcoote.

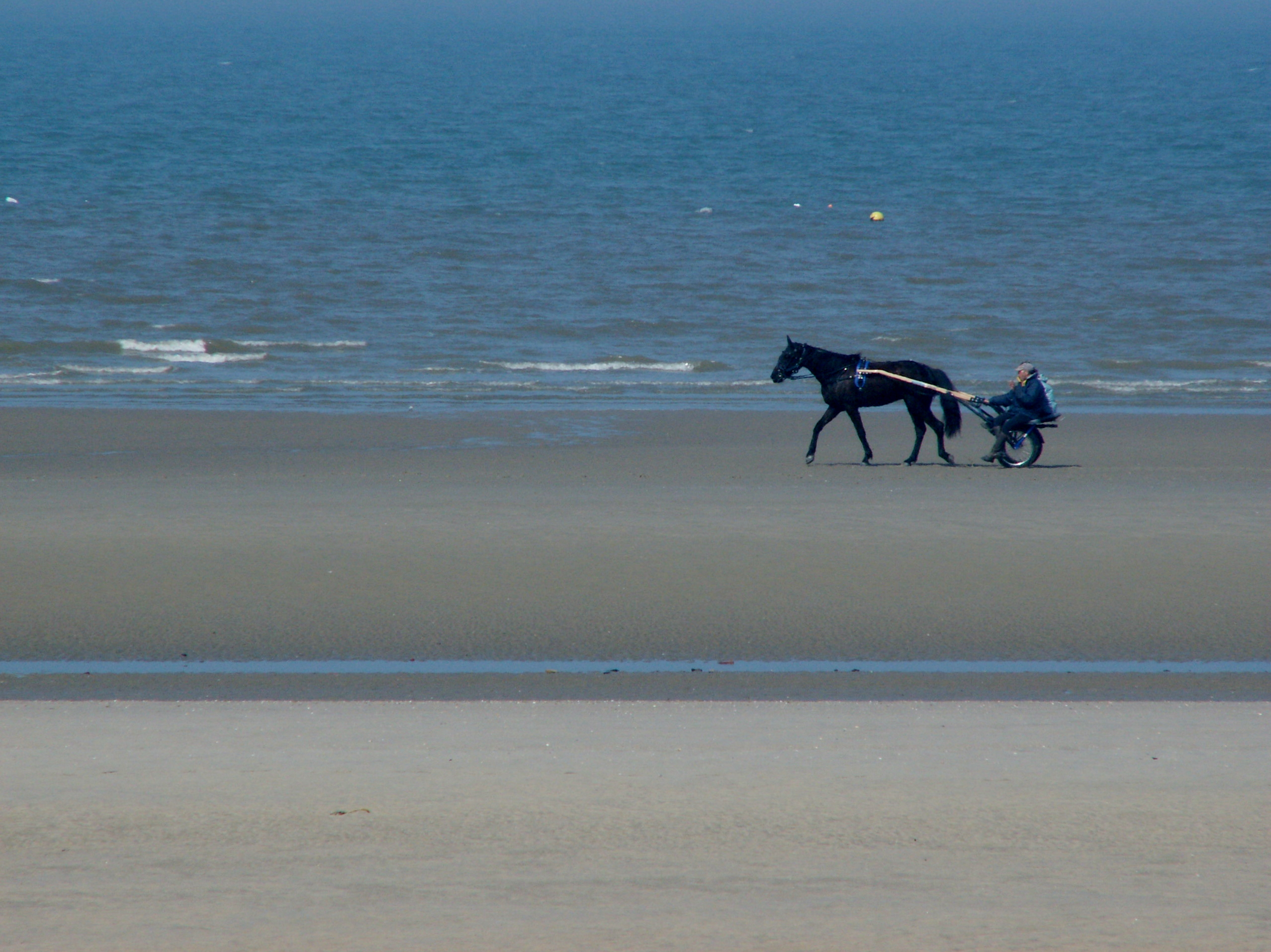
Plage de Zuydcoote.
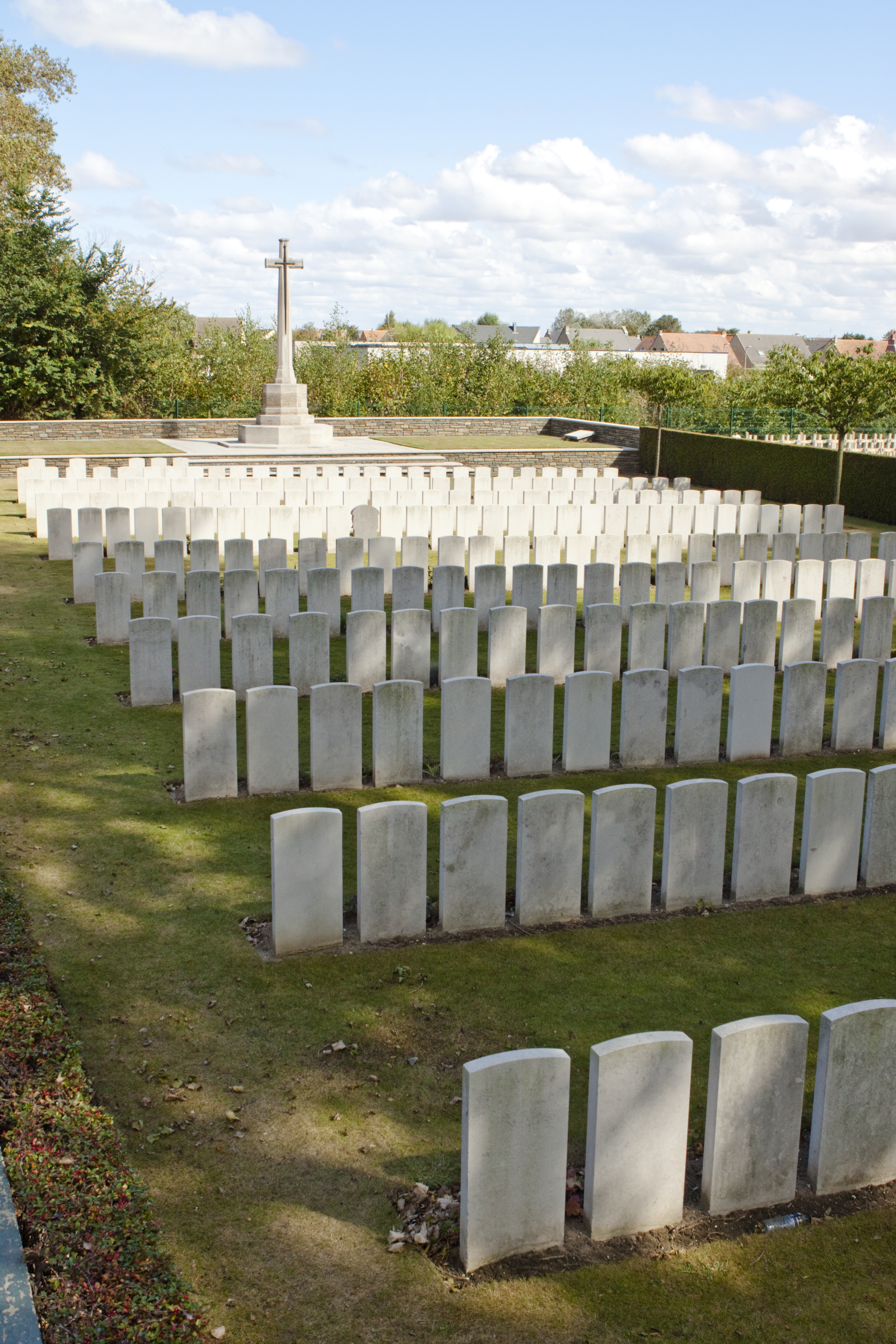
Cimetière militaire de Zuydcoote.
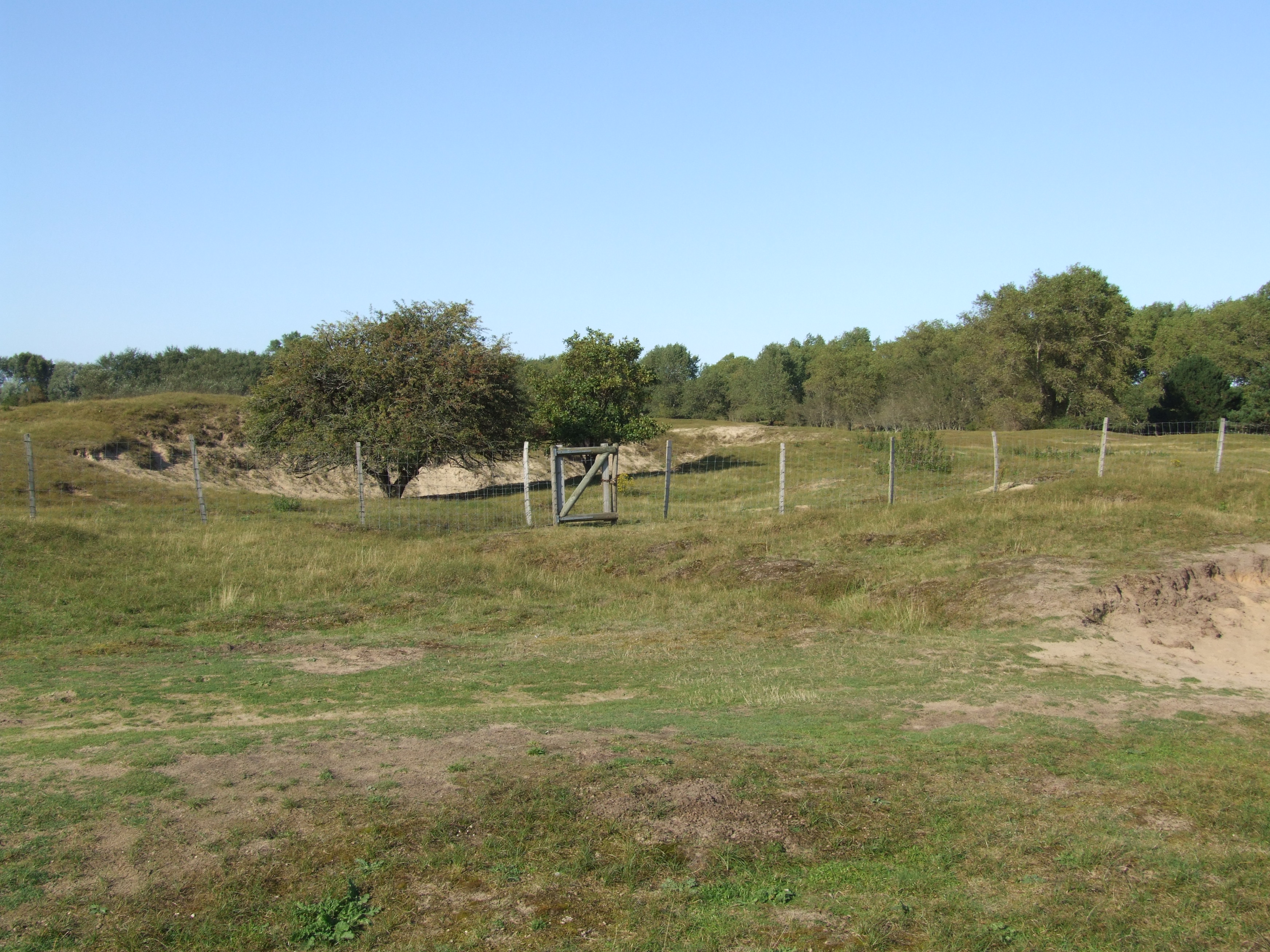
Dune fossile de Ghyvelde.
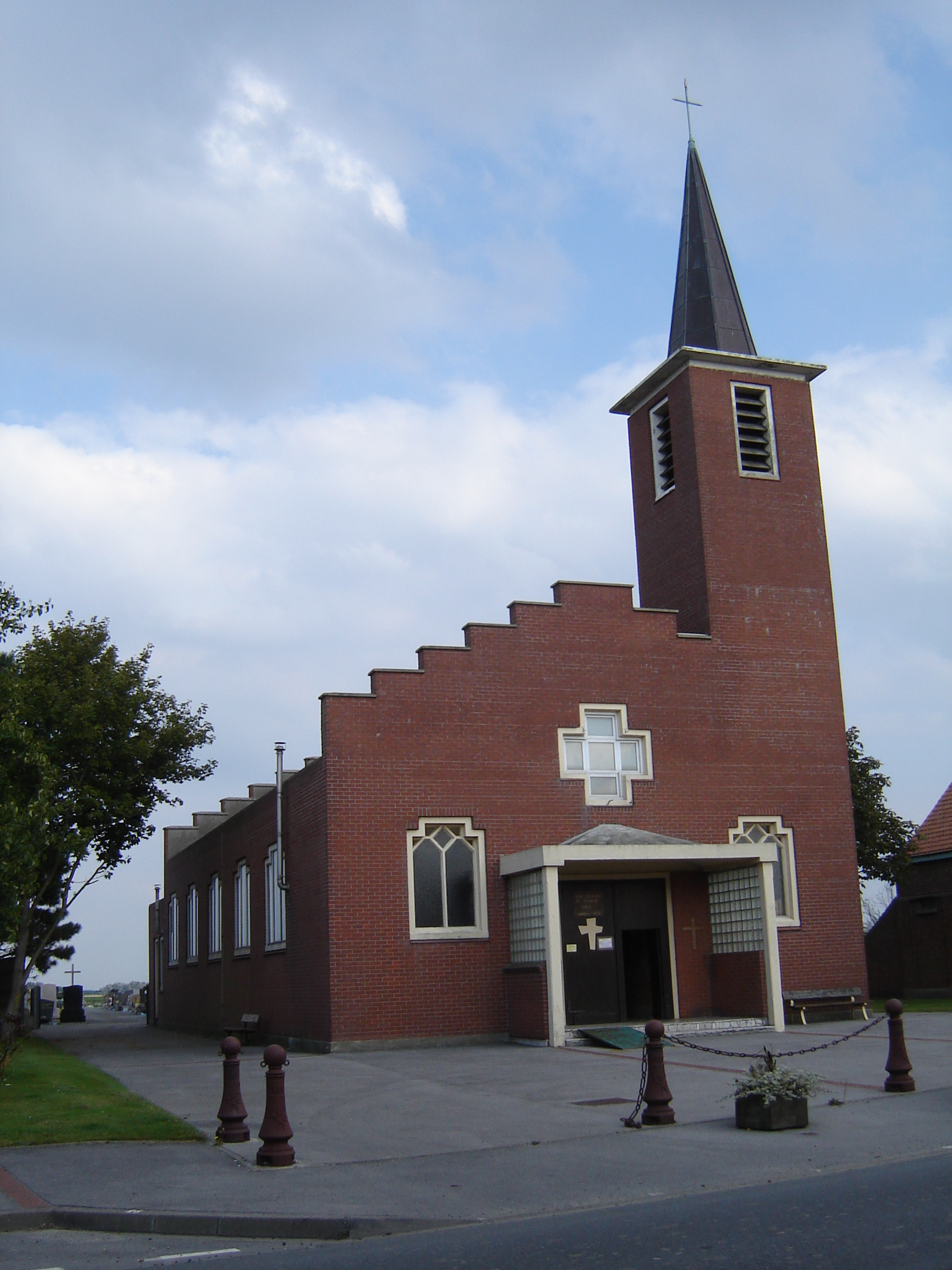
Église Saint-Nicolas.

## Personnalités liées à la commune
- Georges Vancauwenberghe (°1853-†1929), industriel, homme politique, fondateur de l'hôpital maritime.
- Robert Noote, historien, chevalier des Arts et des Lettres, y a vécu de 1975 à 2000.

## Dans la culture populaire
Le roman Week-end à Zuydcoote, écrit par Robert Merle, décrit les pérégrinations d'un soldat dans la poche de Dunkerque et a obtenu le Prix Goncourt en 1949. Ce livre fit l'objet d'une adaptation cinématographique en 1964 par Henri Verneuil, avec Jean-Paul Belmondo et Jean-Pierre Marielle. Le film Week-end à Zuydcoote a en partie été tourné sur les plages de Zuydcoote et à l'hôpital maritime.
Le nom de Zuydcoote apparaît également dans une aventure de Corto Maltese, bande dessinée d'Hugo Pratt, Burlesque entre Zuydcoote et Bray-Dunes, qui raconte une histoire d'espionnage et de théâtre d'ombre.